# Grenadines
Grenadines là một chuỗi đảo tại Caribe với trên 600 hòn đảo thuộc Quần đảo Windward.
Quần đảo được phân chia giữa hai đảo quốc là Saint Vincent và Grenadines và Grenada. Chuỗi đảo này nằm giữa đảo Saint Vincent ở phía bắc và Grenada ở phía nam. Cả Saint Vincent và Grenada đều không thuộc quần đảo Grenadines. Các đảo nằm ở phía bắc của eo biển Martinique thuộc Saint Vincent và Grenadines và các đảo nằm ở phía nam eo biển thuộc về Grenada.
Các đảo thuộc Saint Vincent và Grenadines tạo thành Giáo xứ Grenadines
- Đảo Young (Grenadines)
- Bequia
- Moonhole Rock
- Petite Nevis
- Quatre
- Bettowia
- Baliceaux
- Mustique
- Petite Mustique
- Savan
- Petite Canouan
- Canouan
- Mayreau
- Đảo Tobago
- Đảo Union
- Petit Saint Vincent
- Đảo Palm
- Mopion

### Grenada
Carriacou và Petite Martinique là các lãnh thổ phụ thuộc của Grenada.
- Carriacou 34 km2 (13 dặm vuông Anh), 7.400, thủ phủ Hillsborough
- Saline 0,3 km2 (74 mẫu Anh), không người ở.
- Frigate 0,4 km2 (99 mẫu Anh), không người ở.
- Đảo Ronde 3,2 km2 (790 mẫu Anh), không người ở.
- Large, 0,5 km2 (120 mẫu Anh), không người ở.
- Petite Martinique 3,7 km2 (910 mẫu Anh), 550, thủ phủ là Làng Bắc